# Funnies on Parade
Funnies on Parade (La parade des bandes dessinées) est un fascicule de bande dessinée publicitaire imprimé au printemps 1933 par Eastern Color Printing pour Procter & Gamble. À l'instar des suppléments bande dessinée des journaux du dimanche, il regroupe sur trente-six pages en couleur des sunday strips variés  (Mutt and Jeff, Skippy, Joe Palooka, etc.) achetés à différents syndicates. Bien qu'il ne soit pas composé d'inédits ni distribué en kiosque, il est considéré comme un des précurseurs du comic book, car ce fut la première publication de bande dessinée américaine à paraître au demi-format tabloïd (22x28 cm), le format des premiers comic books.

## Histoire de la publication
L'idée de proposer à des entreprises de distribuer des fascicules de bandes dessinées pour fidéliser leurs clients est venue à Harry I. Wildenberg début 1933. Directeur des ventes de l'Eastern Color Printing Company, société qui imprimait alors les suppléments dominicaux de plusieurs journaux de la côte Est, il percevait très bien l'attrait qu'exerçait les comic strips sur les lecteurs de journaux. En mai, la compagnie pétrolière Gulf Oil mit en place sur ses conseils trois millions d'exemplaires de Gulf Oil Weekly, un tabloïd publicitaire de quatre pages de bandes dessinées inédites qui remporte un grand succès.
Inspiré par ce succès, Max Gaines, qui travaillait comme représentant à l'ECPC, convainquit alors Procter & Gamble de proposer à ses clients un fascicule contenant des réimpressions de comic strips contre six coupons découpés sur les emballages de leurs produits. Wildenberg, de son côté, eut l'idée d'imprimer cette brochure au demi-format d'une page tabloïd (22x28 cm), après avoir constaté que les sunday pages ne perdaient pas de leur qualité en étant imprimées sur ce format que son entreprise avait utilisé pour un supplément promotionnel du Public Ledger de Philadelphie. L'opération fut un grand succès et les 10 000 exemplaires de Funnies on Parade furent très rapidement épuises. 
Dans les mois suivants, Gaines et Wildenberg publièrent d'autres fascicules de ce type : Famous Funnies:  A Carnival of Comics, trente-six pages à 100 000 exemplaires, Century of Comics cent pages à 250 000 exemplaires, puis Skippy's Own Book of Comics à 500 000. Gaines eut ensuite l'idée de vendre Famous Funnies en kiosque, ce qui advint en 1934, moment généralement retenu par les historiens de la bande dessinée américaine pour faire naître le comic book. 

## Contenu
La sélection des strips contenus dans Funnies on Parade fut opéré par Gaines, qui mêla aventure et humour. Il choisit notamment des strips de :
- Hairbreadth Harry (C. W. Kahles, The Ledger Syndicate)
- Joe Palooka (Ham Fisher, McNaught Syndicate)
- Mutt & Jeff (Al Smith, Bell Syndicate)
- Skippy (Percy Crosby, King Features Syndicate)

## Documentation
- (en) Mike Benton, The Comics Book in America. An Illustrated History, Dallas : Taylor Publishing Company, 1989.
- Jean-Paul Gabilliet, Des comics et des hommes. Histoire culturelle du comic books aux États-Unis, Éditions du Temps, 2005.